# 鈴木駿輔
鈴木 駿輔（すずき しゅんすけ、1998年6月12日 - ）は、東京都練馬区出身のプロ野球選手（投手）。CPBLの富邦ガーディアンズ所属。

## 来歴・人物

### プロ入り前
練馬区立中村小学校2年の時に野球を始め、練馬区立中村中学校在学時はボーイズリーグの麻生ジャイアンツボーイズに所属。
中学卒業後は、福島県にある聖光学院高等学校に進学。2年秋から外野手としてベンチ入りし、冬からは投手を兼任するようになる。3年夏には第98回全国高等学校野球選手権大会に出場し、4番打者としてベスト8入りに貢献。3回戦の東邦戦ではぶっつけ本番で投手として先発し、藤嶋健人と投げ合い、9回2失点で完投勝利をおさめた。
高校卒業後は青山学院大学に進学し、同校硬式野球部に入部。1年秋から先発登板の機会を与えられ、2年からは本格的に二刀流に挑戦し、春秋のシーズンともに主力としてフル回転した。
しかし、3年次に指導者の交代への不信感や燃え尽き症候群などもあり、2019年3月に同校を中退。

### 独立リーグ時代
2019年5月、BCリーグの福島レッドホープスに入団。同チームでは投手として専念。
2年目の2020年には10勝1敗、防御率1.58（リーグ2位）の好成績を残し、ドラフト候補としてクローズアップされた。
2021年からは同リーグの信濃グランセローズに移籍。2022年には投手部門シーズンMVPおよび北地区の最優秀防御率、最多勝利、最多奪三振のタイトルを獲得。

### 台湾時代
2023年11月に中華職業棒球大聯盟 (CPBL) 所属の楽天モンキーズに入団。
2024年は4月4日の味全ドラゴンズ戦で初先発初勝利を挙げたものの、8月に退団が発表された。9月5日、台湾の社会人野球チームである全越運動棒球隊に入団することが発表された。
2025年5月9日にCPBLの富邦ガーディアンズと契約し、プロ復帰を果たした。

## 詳細情報

### 年度別投手成績
| 年 度     | 球 団     | 登 板 | 先 発 | 完 投 | 完 封 | 無 四 球 | 勝 利 | 敗 戦 | セ 丨 ブ | ホ 丨 ル ド | 勝 率 | 打 者 | 投 球 回 | 被 安 打 | 被 本 塁 打 | 与 四 球 | 敬 遠 | 与 死 球 | 奪 三 振 | 暴 投 | ボ 丨 ク | 失 点 | 自 責 点 | 防 御 率 | W H I P |
| --------- | --------- | ----- | ----- | ----- | ----- | -------- | ----- | ----- | -------- | ----------- | ----- | ----- | -------- | -------- | ----------- | -------- | ----- | -------- | -------- | ----- | -------- | ----- | -------- | -------- | ------- |
| 2024      | 楽天（M） | 10    | 7     | 0     | 0     | 0        | 3     | 4     | 0        | 0           | .429  | 223   | 48.2     | 61       | 3           | 24       | 0     | 3        | 32       | 2     | 1        | 32    | 30       | 5.55     | 1.75    |
| 通算：1年 | 通算：1年 | 10    | 0     | 0     | 0     | 0        | 3     | 4     | 0        | 0           | .429  | 223   | 48.2     | 61       | 3           | 24       | 0     | 3        | 32       | 2     | 1        | 32    | 30       | 5.55     | 1.75    |

- 2024年度シーズン終了時

### 背番号
- 11（2019年 - 2020年）
- 20（2021年）
- 19（2022年 - 2023年）
- 14（2024年）
- 69（2025年 - ）